# آریوجان
آریوجان یا آریوحان یا آریوخ نام شهری کهن در ناحیه ماسبذان (ایلام کنونی) بوده‌است. آریوجان شهری بود‌ه‌است که در طرف راست حلوان، در راه همدان، واقع در صحرایی بین کوه‌های پر درخت قرار داشته‌است. آب آن به طرف بندنیجین رود (مندلی کنونی) می‌رفته‌است و نخلستان آنجا را سیراب می‌کرده‌است.
هنری راولینسون در سفرنامه خود در مورد ایوان چنین می‌نویسد:
«چنین به نظر می‌رسد که جلگه آریوخ (Ariokh) قدیمی‌ترین نام برای منطقه ایوان بوده … تا قبل از قرن سیزدهم میلادی اینجا به نام آریوحان (Ariyúhán) شهرت داشته‌است. و … بنیامین تودلایی از این منطقه به عنوان آرین (Aarian) یاد می‌کند … به نظر می‌رسد پیش از حمله اسکندر مقدونی نام آریوخ به سبد Sabad که جمع آن سبدان Sabadán است تغییر نموده‌است که با پیشوند ماه و به صورت ماه‌سبد یا ماسبدان درآمده‌است».
این شهر به شهر رَذّ (شهر ایلام کنونی) و شهر سیروان نزدیک بوده‌است. این شهر مطابق با شهرستان ایوان و  بخش زرنه است.